# Macaranga bailloniana
Macaranga bailloniana är en törelväxtart som beskrevs av Johannes Müller Argoviensis. Macaranga bailloniana ingår i släktet Macaranga och familjen törelväxter. Inga underarter finns listade i Catalogue of Life.